# E3 Saxo Bank Classic
A E3 BinckBank Classic é uma corrida de um dia profissional de ciclismo de estrada que se disputa na região de Flandres, na Bélgica. Disputa-se na última sexta-feira de março, e pertence ao calendário UCI World Tour, máxima categoria das corridas profissionais.
A E3 BinckBank Classic disputou-se pela primeira vez em 1958. Desde então, disputou-se anualmente sem interrupções.
A corrida começa e termina em Harelbeke, província de Flandres Ocidental, mas grande parte do seu percurso e principais subidas encontram-se localizadas na zona Oriental da Flandres.
A clássica caracteriza-se por ter um grande número de trechos de estrada de calçada e subidas ao longo dos seus aproximadamente 200 km de percurso. É uma das clássicas mais importantes que englobam a "primavera belga do ciclismo". Pertence junto com Através de Flandres, a Gante-Gevelgem, os Três dias de Bruges–De Panne e a Volta à Flandres à denominada "semana flamenga de ciclismo".
Com cinco triunfos (2004, 2005, 2006, 2007 e 2012), Tom Boonen é o corredor mas laureado da carreira.
O evento é organizado pelo Hand in Hand Cycling Clube.

## História
Celebrada pela primeira vez em 1958, originalmente chamava-se Harelbeke-Anvers-Harelbeke devido ao itinerário de ida e volta da carreira, mas tomou o nome E3 pela autopista E3 —agora A14— que se construiu em meados dos anos sessenta.
A primeira edição teve lugar em 1958, ainda que tem tido eventos similares na área desde 1955. A sua denominação inicial era Harelbeke-Anvers-Harelbeke. Também se chegou a conhecer como o GP E3 Harelbeke. Definitivamente atingiu o seu nome à conclusão das obras da próxima autopista E3 (agora A14), construída em meados dos anos sessenta. A partir da 54 ª edição, a última disputada em 2011 a palavra "Prijs" (Prêmio) eliminou-se da sua denominação e a prova como tal é conhecida como E3 Harelbeke. Em 2019, com a entrada de BinckBank como patrocinador, teve uma nova mudança de denominação e passou a chamar-se E3 BinckBank Classic.
Até 2011, a carreira celebrou-se era levado a cabo no sábado. Quando ascendeu de categoria a UCI World Tour em 2012, a carreira se transladou às sextas-feiras para ter ao menos um dia de descanso entre a mesma e a outra prova de pavé da zona de categoria World Tour, a Gante-Wevelgem, que se celebra no último domingo do mês de março.

## Palmarés
| Ano                  | Vencedor             | Segundo                | Terceiro             |           |
| -------------------- | -------------------- | ---------------------- | -------------------- | --------- |
| 1958                 | Armand Desmet        | Lucien Demunster       | Albéric Schotte      |           |
| 1959                 | Norbert Kerckhove    | Jan Zagers             | Norbert Van Tieghem  |           |
| 1960                 | Daniel Doom          | Odiel Vanderlinden     | Petrus Oellibrandt   |           |
| 1961                 | Arthur Decabooter    | Frans Aerenhouts       | André Noyelle        |           |
| 1962                 | André Messelis       | Leopold Schaeken       | Frans De Mulder      |           |
| 1963                 | Noël Foré            | Peter Post             | Jef Planckaert       |           |
| 1964                 | Rik Van Looy         | Norbert Kerckhove      | Edgard Sorgeloos     |           |
| 1965                 | Rik Van Looy         | Georges Van Coningsloo | René Thyssen         |           |
| 1966                 | Rik Van Looy         | Willy Bocklant         | Joseph Spruyt        |           |
| 1967                 | Willy Bocklant       | Jos Huysmans           | Armand Desmet        |           |
| 1968                 | Jaak De Boever       | Jos Huysmans           | Herman Van Springel  |           |
| 1969                 | Rik Van Looy         | Georges Van Coningsloo | Willy Vekemans       |           |
| 1970                 | Daniel Van Ryckeghem | Roger De Vlaeminck     | Roger Rosiers        |           |
| 1971                 | Roger De Vlaeminck   | Georges Pintens        | Eddy Merckx          |           |
| 1972                 | Hubert Hutsebaut     | Eddy Merckx            | Walter Godefroot     |           |
| 1973                 | Willy In 't Ven      | Albert Van Vlierberghe | Walter Planckaert    |           |
| 1974                 | Herman Van Springel  | Freddy Maertens        | Frans Verbeeck       |           |
| 1975                 | Frans Verbeeck       | Freddy Maertens        | Cees Bal             |           |
| 1976                 | Walter Planckaert    | Walter Godefroot       | Daniel Verplancke    |           |
| 1977                 | Dietrich Thurau      | Patrick Sercu          | Eric De Vlaeminck    |           |
| 1978                 | Freddy Maertens      | Jan Raas               | Ronald De Witte      |           |
| 1979                 | Jan Raas             | Frank Hoste            | Michel Pollentier    |           |
| 1980                 | Jan Raas             | Sean Kelly             | Rik Van Linden       |           |
| 1981                 | Jan Raas             | Ludo Delcroix          | Alfons De Wolf       |           |
| 1982                 | Jan Bogaert          | Roger De Vlaeminck     | Daniel Willems       |           |
| 1983                 | William Tackaert     | Bert Oosterbosch       | Jan Jonkers          |           |
| 1984                 | Bert Oosterbosch     | Eddy Planckaert        | Leo van Vliet        |           |
| 1985                 | Phil Anderson        | Jozef Lieckens         | Eddy Planckaert      |           |
| 1986                 | Eric Vanderaerden    | Frits Pirard           | Jos Lammertink       |           |
| 1987                 | Eddy Planckaert      | Jelle Nijdam           | Marc Sergeant        |           |
| 1988                 | Guido Bontempi       | Allan Peiper           | Eddy Planckaert      |           |
| 1989                 | Eddy Planckaert      | Adri van der Poel      | Marc Sergeant        |           |
| 1990                 | Søren Lilholt        | Fabio Roscioli         | Adri van der Poel    |           |
| 1991                 | Olaf Ludwig          | Phil Anderson          | Uwe Raab             |           |
| 1992                 | Johan Museeuw        | Wiebren Veenstra       | Eric Vanderaerden    |           |
| 1993                 | Mario Cipollini      | Olaf Ludwig            | Jelle Nijdam         |           |
| 1994                 | Andrei Tchmil        | Viatcheslav Ekimov     | Silvio Martinello    |           |
| 1995                 | Bart Leysen          | Steffen Wesemann       | Martin Hvastija      |           |
| 1996                 | Carlo Bomans         | Peter Van Petegem      | Wilfried Nelissen    |           |
| 1997                 | Hendrik Van Dijck    | Paolo Fornaciari       | Brian Holm           |           |
| 1998                 | Johan Museeuw        | Michele Bartoli        | Mirko Celestino      |           |
| 1999                 | Peter Van Petegem    | Andrei Tchmil          | Frank Vandenbroucke  |           |
| 2000                 | Sergei Ivanov        | Geert Van Bondt        | Chris Peers          |           |
| 2001                 | Andrei Tchmil        | Steffen Wesemann       | Martin Hvastija      |           |
| 2002                 | Dario Pieri          | Jo Planckaert          | Johan Museeuw        |           |
| 2003                 | Steven de Jongh      | Steffen Wesemann       | Stijn Devolder       |           |
| 2004                 | Tom Boonen           | Jaan Kirsipuu          | Andris Naudužs       |           |
| 2005                 | Tom Boonen           | Andreas Klier          | Peter Van Petegem    |           |
| 2006                 | Tom Boonen           | Alessandro Ballan      | Aart Vierhouten      |           |
| 2007                 | Tom Boonen           | Fabian Cancellara      | Marcus Burghardt     |           |
| 2008                 | Kurt Asle Arvesen    | David Kopp             | Greg Van Avermaet    |           |
| 2009                 | Filippo Pozzato      | Tom Boonen             | Maxim Iglinsky       |           |
| 2010                 | Fabian Cancellara    | Tom Boonen             | Juan Antonio Flecha  |           |
| 2011                 | Fabian Cancellara    | Jürgen Roelandts       | Vladimir Gusev       |           |
| 2012                 | Tom Boonen           | Óscar Freire           | Bernhard Eisel       |           |
| 2013                 | Fabian Cancellara    | Peter Sagan            | Daniel Oss           |           |
| 2014                 | Peter Sagan          | Niki Terpstra          | Geraint Thomas       |           |
| 2015                 | Geraint Thomas       | Zdeněk Štybar          | Matteo Trentin       |           |
| 2016                 | Michał Kwiatkowski   | Peter Sagan            | Ian Stannard         |           |
| 2017                 | Greg Van Avermaet    | Philippe Gilbert       | Oliver Naesen        |           |
| 2018                 | Niki Terpstra        | Philippe Gilbert       | Greg Van Avermaet    |           |
| E3 BinckBank Classic |                      |                        |                      |           |
| 2019                 | Zdeněk Štybar        | Wout van Aert          | Greg Van Avermaet    |           |
| 2020                 | cancelado            | cancelado              | cancelado            | cancelado |
| 2021                 | Kasper Asgreen       | Florian Sénéchal       | Mathieu van der Poel |           |
| 2022                 | Wout van Aert        | Christophe Laporte     | Stefan Küng          |           |
| 2023                 | Wout van Aert        | Mathieu van der Poel   | Tadej Pogačar        |           |
| 2024                 | Mathieu van der Poel | Jasper Stuyven         | Wout van Aert        |           |
| 2025                 |                      |                        |                      |           |

## Estatísticas

### Mais vitórias
| Ciclista          | Vitórias | Anos                          |
| ----------------- | -------- | ----------------------------- |
| Tom Boonen        | 5        | 2004, 2005, 2006, 2007 e 2012 |
| Rik Van Looy      | 4        | 1964, 1965, 1966 e 1969       |
| Jan Raas          | 3        | 1979, 1980 e 1981             |
| Fabian Cancellara | 3        | 2010, 2011 e 2013             |
| Eddy Planckaert   | 2        | 1987 e 1989                   |
| Johan Museeuw     | 2        | 1992 e 1998                   |
| Andrei Chmil      | 2        | 1994 e 2001                   |
| Wout van Aert     | 2        | 2022 e 2023                   |

### Vitórias consecutivas
- Quatro vitórias seguidas:
  -  Tom Boonen (2004, 2005, 2006, 2007)
- Três vitórias seguidas:
  -  Rik Van Looy (1964, 1965, 1966)
  -  Jan Raas (1979, 1980, 1981)
- Duas vitórias seguidas:
  -  Fabian Cancellara (2010, 2011)
  -  Wout van Aert (2022, 2023)

## Palmarés por países
Actualizado após edição de 2024
| País          | Vitórias | Anos                         |
| ------------- | -------- | ---------------------------- |
| Bélgica       | 40       | Wout van Aert em 2023        |
| Países Baixos | 7        | Mathieu van der Poel em 2024 |
| Itália        | 4        | Filippo Pozzato em 2009      |
| Suíça         | 3        | Fabian Cancellara em 2013    |
| Dinamarca     | 2        | Kasper Asgreen em 2021       |
| Alemanha      | 2        | Olaf Ludwig em 1991          |
| Austrália     | 1        | Phil Anderson em 1985        |
| Moldávia      | 1        | Andréi Chmil em 2000         |
| Rússia        | 1        | Serguéi Ivanov em 1994       |
| Noruega       | 1        | Kurt Asle Arvesen em 2008    |
| Eslováquia    | 1        | Peter Sagan em 2014          |
| Reino Unido   | 1        | Geraint Thomas em 2015       |
| Polónia       | 1        | Michał Kwiatkowski em 2016   |
| Chéquia       | 1        | Zdeněk Štybar em 2019        |

Em negrito corredores ativos.